# Henri-Pierre Jeudy
 (mai 2020).
Si vous disposez d'ouvrages ou d'articles de référence ou si vous connaissez des sites web de qualité traitant du thème abordé ici, merci de compléter l'article en donnant les références utiles à sa vérifiabilité et en les liant à la section « Notes et références ».
Pour les articles homonymes, voir Jeudy.
Henri-Pierre Jeudy, né le 13 mars 1945 à Paris, est un philosophe, sociologue et écrivain français.
Il a enseigné à l’École des Hautes Études à Paris, et à l’École d’Architecture de Paris La Villette. Il est membre du laboratoire LAIOS.

## Biographie
Henri-Pierre Jeudy naît en 1945, à Paris, dans une famille bourgeoise. Son père Henri est directeur commercial, sa mère Marie-Louise Nore est professeure d’économie à la Ville de Paris. Il a un frère et trois sœurs. Il passe toutes ses vacances en Haute-Marne dans la maison de son grand-père paternel, capitaine de cavalerie, dans le village de Cirey-sur-Blaise. C’est là qu’il rencontre Monique Languedocq (✝ 2023) avec laquelle il se marie en 1966,.
Il étudie la philosophie à l’université Nanterre - Paris X où enseignent alors Vladimir Jankélévitch, Emmanuel Levinas, Paul Ricœur et Henri Lefebvre. C’est ce dernier qui dirige sa première thèse, “Processus néo”, qui portait sur le phénomène de rétroaction et de répétition dans la création artistique. "Mythes, idéologies, archétypes de la création artistique", sa deuxième thèse, en sciences de l’art, est dirigée par Jean Duvignaud, elle portait sur la mort des avant-gardes,.
Henry-Pierre Jeudy écrit plusieurs livres sur les formes contemporaines de la critique esthétique également sur les relations entre l’art et l’architecture dans lesquels il a analysé comment les architectes se considérant comme des artistes ont été tentés de traiter leurs constructions telles des œuvres artistiques,,,.
De 2004 à 2010, il est un intervenant régulier de l’émission Travaux Publics de Jean Lebrun sur France Culture lorsque celle-ci se délocalise dans le village haut-marnais de Blumeray, voisin de Cirey-sur-Blaise où Henri-Pierre Jeudy habite une partie de l’année dans sa maison familiale. Cette fréquentation de Blumeray lui inspirera son livre Un sociologue à la dérive.
En 2011, il co-fonde avec son épouse Monique et Claudia Maria Gallera les éditions Châtelet-Voltaire en référence à Émilie du Châtelet qui vécut et accueillit Voltaire dans le château de Cirey-sur-Blaise.
En 2020, il crée la revue Amplitudes dont l’objet visait à ouvrir un champ de réflexion sur le territoire, les lieux de sa désertification et les modes de communication obéissant à l’impératif de la visibilité.
Il a écrit plusieurs récits littéraires en partant du principe que l’intimité vise, par l’écriture, à être projetée dans l’espace public. Ses récits et ses nouvelles cherchent à faire naître la pensée philosophique de l’espace littéraire.

## Textes philosophiques et sociologiques
- La mort du sens: l'idéologie des mots, Maison Mame, coll. « Repères Sciences humaines-idéologies », 1973 (ISBN 978-2-250-00557-8)
- La publicité et son enjeu social, Paris, P.U.F., coll. « Le sociologue », 1977 (ISBN 978-2-130-348405)
- La peur et les médias, Paris, Paris, P.U.F., coll. « Politique éclatée », 1980 (ISBN 9782130361763)
- La panique, Paris, Galilée, 1981 (ISBN 9782718602172)
- Imaginaires de l’insécurité, Paris, Librairie des Méridiens, coll. « Réponses Sociologiques », 1983 (ISBN 9782865630738)
- Parodies de l’auto-destruction, Paris, Librairie des Méridiens, 1985 (ISBN 9782865631056)
- Mémoires du social, Paris, P.U.F., coll. « Sociologie d’aujourd’hui », 1986 (ISBN 9782130395669)
- Les ruses de la communication, Paris, Plon - Réédition Circé, Circé Poche, 1989 (ISBN 9782842421236)
- Le désir de catastrophe, Paris, Aubier, 1990 (ISBN 9782700718584)
- Patrimoines en folie, Paris, M.S.H., coll. « Ethnologie de la France », 1990 (ISBN 9782735103522)
- La société du trop-plein, Paris, Eshel, coll. « Virulences », 1991 (ISBN 9782906704275)
- Éloge de l’arbitraire, Paris, P.U.F., 1993 (ISBN 9782130452812)
- La communication sans objet, Paris, La lettre volée, 1994 (ISBN 9782873170219)
- L’ironie de la communication, Paris, La lettre volée, 1995 (ISBN 9782873170394)
- Anthropologie du politique, Paris, Armand Colin, 1997 (ISBN 9782200015084)
- Sciences sociales et démocratie, Paris, Circé, Circé poche, 1997 (ISBN 9782842420390)
- Le corps comme objet d’art, Paris, Armand Colin, 1998 (ISBN 9782200016876)
- L’irreprésentable, Paris, Sens et Tonka, coll. « Morsure », 1999 (ISBN 9782910170721)
- Les usages sociaux de l’art, Paris, Circé, 1999 (ISBN 9782842420833 et 9782842422288)
- La machinerie patrimoniale, Paris, Sens et Tonka, 2001 (ISBN 9782845340176)
- Le corps et ses stéréotypes, Paris, Circé, 2001 (ISBN 9782842421274)
- Le deuil impossible, Paris, Eshel, 2001 (ISBN 9782906704732)
- Courir la ville, Paris, La Villette, Paris, Passage, 2002 (ISBN 9782903539399)
- Critique de l’esthétique urbaine, Paris, Sens et Tonka, 2003 (ISBN 9782845340619)
- Fictions théoriques, Paris, Léo Scheer, 2003 (ISBN 9782914172769)
- La chronique dans tous ses états, Paris, Sens et Tonka, 2004 (ISBN 9782845340923)
- L’art de ne pas être grand-père, Paris, Circé, 2005 (ISBN 9782842421762)
- La culture en trompe-l’œil, Paris, La Lettre volée, 2006 (ISBN 9782873172916)
- La reine Eupraxie, Paris, La reine Eupraxie, 2006 (ISBN 9782873172930)
- Un sociologue à la dérive, Paris, Sens et Tonka, 2006 (ISBN 9782845341524)
- L'absence d'intimité : Sociologie des choses intimes, Paris, Circé, 2007 (ISBN 9782842422295)
- L’exposition des sentiments, Paris, Sens & Tonka, 2008 (ISBN 9782842422486)
- Petit traité de scissiparité, Marseille, Al Dante, 2010 (ISBN 9782847618839)
- Comprendre l'interdit, Paris, Max Milo, coll. « Comprendre », 2011 (ISBN 9782315002993)
- Le Mythe de la vie d’artiste, Paris, Circé, 2011 (ISBN 9782842422998)
- L’imaginaire des architectes : Paris 2030, Paris, Sens et Tonka, 2012 (ISBN 9782845342101)
- Le temps de cuisson, Paris, Châtelet-Voltaire, 2012 (ISBN 9791090198111)
- Imaginaire contemporain de la grande guerre 14-18, Paris, Châtelet-Voltaire, 2013 (ISBN 9791090198258)
- La farandole des illusions, Paris, Sens et Tonka, 2018 (ISBN 9782845342798)
- Un sociologue dans un Voltaire : journal à contretemps (préf. Marc Abélès), Saint-Etienne, Créaphis, 2021 (ISBN 9782354281717)

## Textes Littéraires
- Les sortilèges du gisant, Paris, Méridiens-Klincksieck, 1989 (ISBN 978-2865632220)
- Conte de la mère morte, Bruxelles, La lettre volée, 1997 (ISBN 978-2873170608)
- Aligato, Bruxelles, La lettre vollée, 2003 (ISBN 978-2873170837)
- Même les fantômes, Bruxelles, La lettre volée, 2002 (ISBN 2-87317-180-4)
- Addiction, Paris, Max Milo, 2006 (ISBN 9782315006441)
- Le nouveau discours amoureux suivi d'un dialogue avec René Major, Paris, Léo Scheer, 2008 (ISBN 978-2756101385)
- La zigzagure, Bruxelles, La lettre volée, 2016 (ISBN 9782873174774)
- Le chapeau fossilisé, Paris, Gwen Catala, 2017 (ISBN 978-2376410409)

## Articles
- Collaboration régulière à la revue "Musique en Jeu" (Le Seuil), jusqu'à la fin de la revue en 1979. Articles sur la sociologie de l'art, sur la sociologie de la musique. Confection et responsabilité d'un numéro spécial : la ville, la musique et les bruits (printemps 1976)
- Collaboration à la revue "L'homme et la Société" (Anthropos). Dans les années 73-75 : l'art les systèmes de communication, essais de néologie.
- Collaboration à la revue "Traverses" (Minuit), depuis 1976 jusqu'à la fin de la revue en 1991 : une vingtaine d'articles  sur le design, le fonctionnalisme, la voix, la bestialité, le hasard, le secret, la peur, l'épidémie...
- Préparation du numéro sur l'épidémie pour la revue      TRAVERSES : un texte de documentation et de réflexion publié sous le titre "DIAGONALES" présente un historique des phénomènes de contagion et des images sociales qu'ils suggèrent. Traverse no 32. Octobre 1984. pp. 1O8-129
- Participation à la revue "Actions et Recherches Sociales" (Editions Erés, sous la direction de M.Beauchard) : le post-social, pour une critique de la gestion des risques, le corps armé, mythes et idéologie sécuritaire
- Revue des Cahiers Internationaux de Sociologie :      l'échange à blanc (essai sur les sigles) 1977.
- Revue Temps Libre (Editions Economica): l'insécurité      équivoque, le propre et le sale, la marge. L'ensemble des articles publiés dans cette revue correspond à des séances du séminaire "Crise de l'urbain, futur de la ville".
- Revue Ethnologie Française, confection du numéro "le vertige des traces" (février 1994).
- Revue Lignes, collaboration à plusieurs numéros.
- Contribution : Utopia 3 - La question de l'art au 3e millénaire, Germs, sous la dir. de Ciro Giordano Bruni, 2012

## Décorations
- Chevalier de l'ordre des Arts et des Lettres Il est fait chevalier le 12 mars 2019[13].